# Tongging
Tongging is een bestuurslaag in het regentschap Karo van de provincie Noord-Sumatra, Indonesië. Tongging telt 918 inwoners (volkstelling 2010).